# Polycytemi
Polycytemi innebär att man har för många röda blodkroppar i blodet. Då ökar risken för att man ska få en blodpropp eller blödningar. Polycytemi kan vara en tillfällig förändring eller bero på en sjukdom i benmärgen som kallas polycytemia vera. Polycytemia vera kallas även för primär polycytemi vilket särskiljer den från sekundär polycytemi och från relativ polycytemi (= pseudopolycytemi, pseudoerytrocytos, stresspolycytemi).